# 茅利塔尼亚酒吧
51°27′12″N 2°36′6″W / 51.45333°N 2.60167°W
茅利塔尼亚酒吧（Mauretania Public House）是一个英式酒吧，位于英格兰城市布里斯托尔的公园街。
该建筑由亨利·马斯特斯建于1870年，1938年由WH沃特金斯公司扩建后部。英格蘭遺產委員會将其列为II级登录建筑.。

公园街尽头的一家酒吧/餐厅布置了来自茅利塔尼亚号邮船的家具，最初称为“茅利塔尼亚酒吧”，现在名为“爪哇”。南墙上的霓虹灯标志仍然是“茅利塔尼亚”，安装于1938 年，这是布里斯托尔第一个移动的霓虹灯标志。